# كايتشستر (دائرة انتخابية في المملكة المتحدة)
كايتشستر (بالإنجليزية: Chichester)‏ هي إحدى الدوائر الانتخابية في المملكة المتحدة الممثلة في مجلس العموم في برلمان المملكة المتحدة.
عضو البرلمان الذي يمثلها حالياً هو :Mr Andrew Tyrie (Con).